# Цісарська дорога
Цісарська дорога (Царська дорога, цісарський гостинець) — 1) битий шлях; 2) символ
1. У другій половині 19-го — першій половині 20-го століть на Західній Україні (Буковині, Галичині) цісарськими називали дороги, що будувалися за кошти державної скарбниці імперії Габсбургів.
 
Це були, як правило, центральні дороги, що сполучали населені пункти, або ж комунікації для забезпечення військових та інших потреб імперії (більшість наземних комунікацій у Карпатах, в тому числі залізниці, берегоукріплення, тракти, прокладені саме за часів Австро-Угорщини).
- Цісарська дорога — дорога, яку будували від Відня до Чернівців, щоб по ній міг їхати цісар (збереглася місцями)[1]
- Повз село Княже проходить дорога обласного значення Чернівці—Косів (цісарська дорога, побудована у зв'язку з прибуттям до краю матері цісаря Австро-Угорської імперії Франца Йосифа І Марії у 1847 р.). Село з'єднане польовими дорогами з Прутівкою, Видиновом і Рудниками. Княже не було панським (приватним) селом, а державним[2].

2. Вираз «Цісарська дорога» використовується як символ у літературі:
- «Цісарська дорога» — своєрідна спроба осягнути історичні реалії, що відмежували українців від Європи. Давно вимощений гостинець став шляхом з одностороннім рухом. Навіть у третьому тисячолітті українців там поки що ніхто не чекає...[3]
- Цісарська дорога, що провадила з Городенки до Коломиї, кам’яною стрічкою розкраювала чорноземні поля на дві половини — від горизонту до горизонту[4].

- З поеми про трагедію лемків[5]:

Ольга Казакуца. Болюча пам'ять
«...Налетіло військо немов чорні круки — 

Виганяли нас із хижі на страшнії муки.

Виганяли нас із хати, товкали мов свині...

Ми малі були кричали: "Што ми кому винні!?"

Не дзвонили в селі дзвони ...

Застогнав лиш бір.

Стогін, плач і крики чути -
 
Чути до сих пір.

Не на ярмарок вела нас

Цісарська дорога,
 
А кудись-кудись далеко

Мабуть вже до Бога…»